# Escola Municipal Patronat Domènech
Escola Municipal Patronat Domènech és una escola pública municipal d'educació infantil i primària fundada el 1901 al barri de Gràcia de Barcelona. El seu programa educatiu fa èmfasi en la coeducació, la solidaritat, la cooperació i l'autocrítica. El 2000 va rebre la Medalla d'Honor de Barcelona.
L'anterior edifici de l'escola, construït cap al 1915 i enderrocat el 2011 per fer lloc a l'edifici actual, havia estat inclòs a l'Inventari del Patrimoni Arquitectònic de Catalunya.